# Księginice Małe (gromada)
Księginice Małe – dawna gromada, czyli najmniejsza jednostka podziału terytorialnego Polskiej Rzeczypospolitej Ludowej w latach 1954–1972.
Gromady, z gromadzkimi radami narodowymi (GRN) jako organami władzy najniższego stopnia na wsi, funkcjonowały od reformy reorganizującej administrację wiejską przeprowadzonej jesienią 1954 do momentu ich zniesienia z dniem 1 stycznia 1973, tym samym wypierając organizację gminną w latach 1954–1972.
Gromadę Księginice Małe z siedzibą GRN w Księginicach Małych utworzono – jako jedną z 8759 gromad na obszarze Polski – w powiecie wrocławskim w woj. wrocławskim, na mocy uchwały nr 32/54 WRN we Wrocławiu z dnia 2 października 1954. W skład jednostki weszły obszary dotychczasowych gromad Będkowice, Nasławice, Strzegomiany, Sulistrowice i Sulistrowiczki ze zniesionej gminy Sobótka w tymże powiecie oraz Księginice Małe, Przezdrowice i Świątniki ze zniesionej gminy Jordanów Śląski w powiecie dzierżoniowskim w tymże województwie. Dla gromady ustalono 22 członków gromadzkiej rady narodowej.
1 lipca 1968 gromadę zniesiono, a jej obszar włączono do znoszonej gromady Rogów Sobócki w tymże powiecie.